# Zwickauer Mulde
Die Zwickauer Mulde ist ein Fluss im Südwesten Sachsens mit generell nordöstlicher Fließrichtung. Sie entsteht bei Schöneck/Vogtland aus zwei Quellflüssen und bildet bei Colditz zusammen mit der von Südosten heranströmenden Freiberger Mulde die vereinigte Mulde. Die Zwickauer Mulde ist mit 167 Kilometern der längere der beiden Quellflüsse, aber dennoch mit einer Wasserführung von 26,4 m³/s kleiner als die Freiberger Mulde.

## Geographie und Hydrologie

### Verlauf

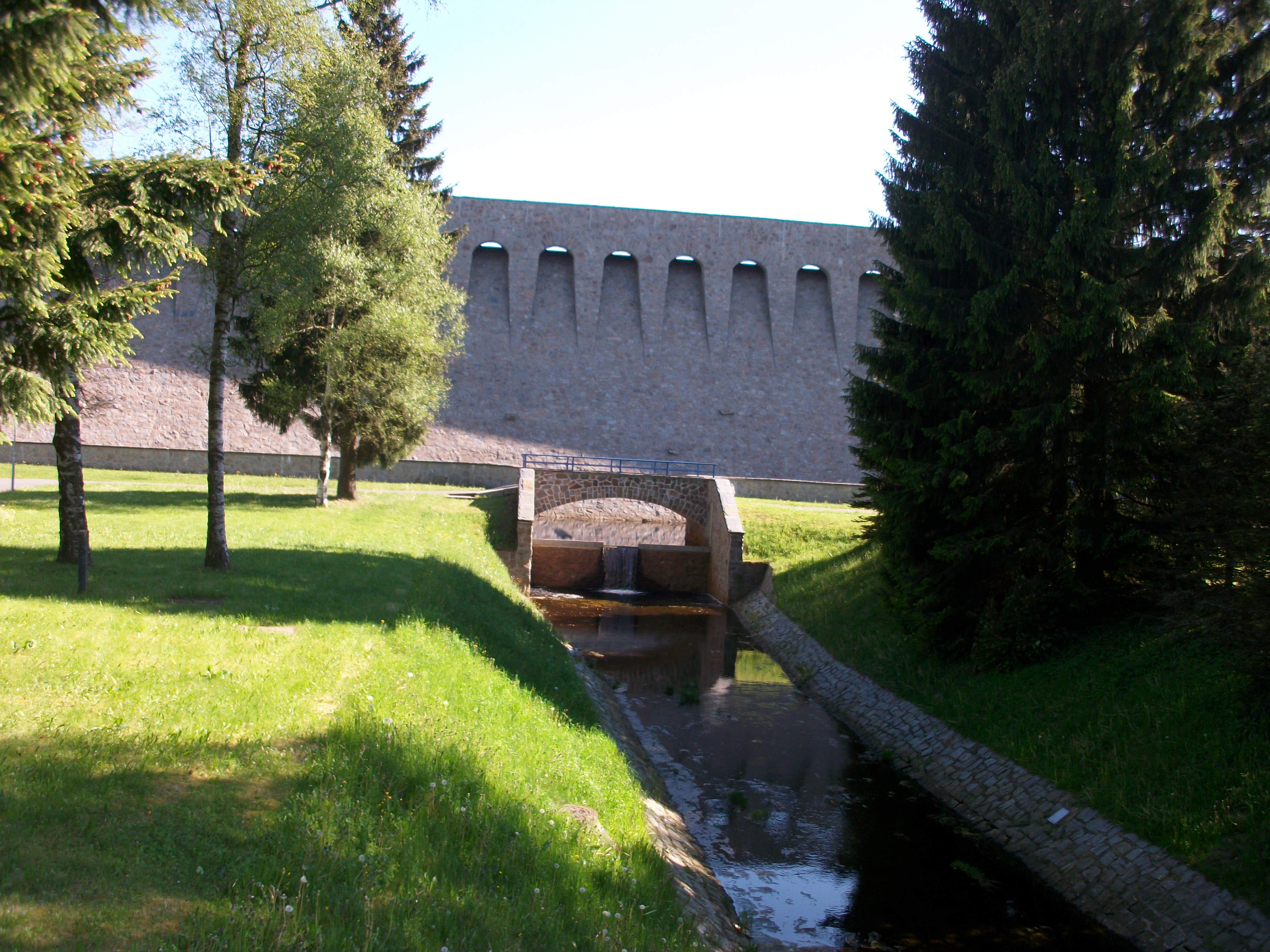
Beginn der Zwickauer Mulde unterhalb der Talsperre Muldenberg

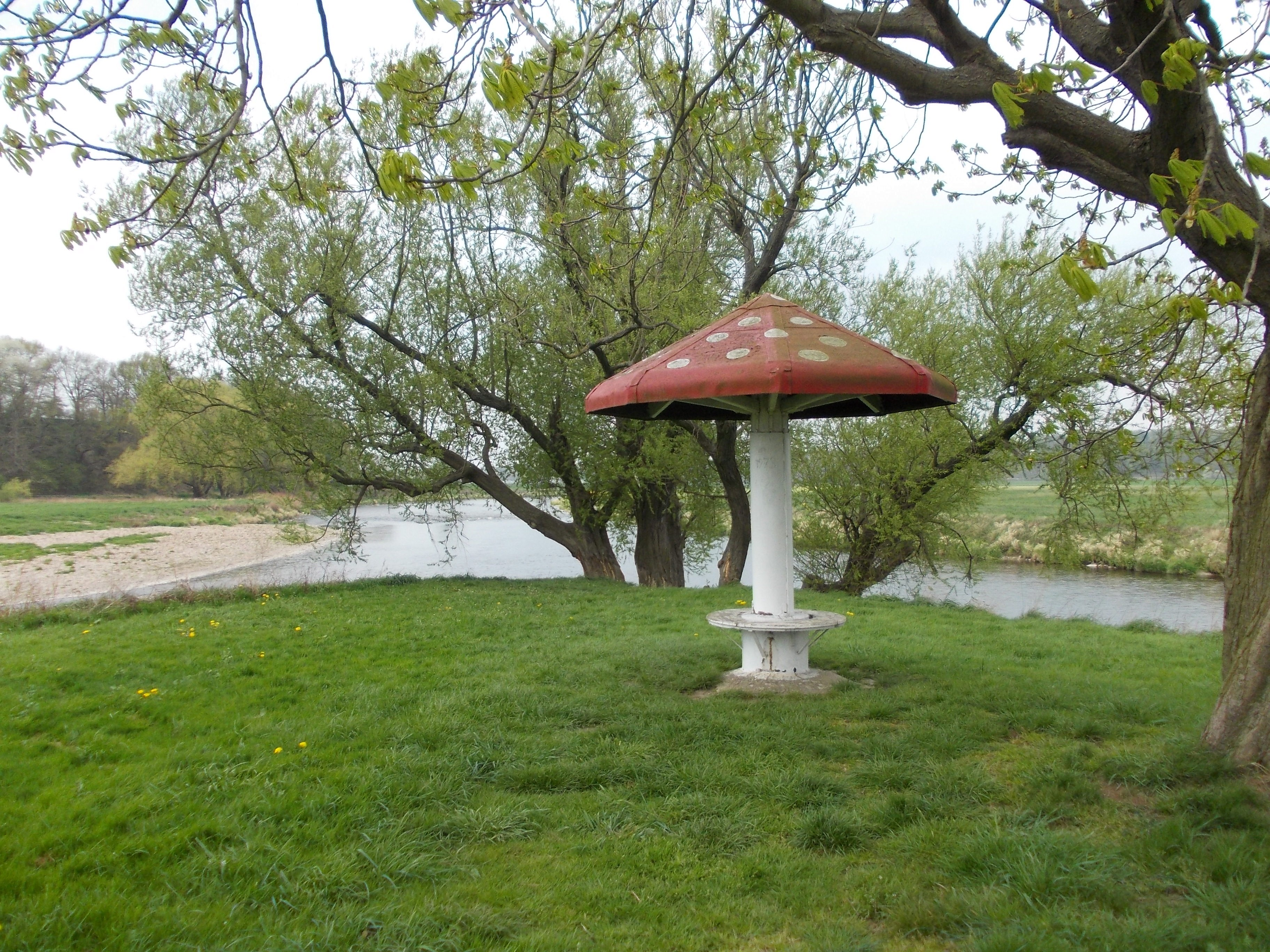
Zusammenfluss bei Sermuth

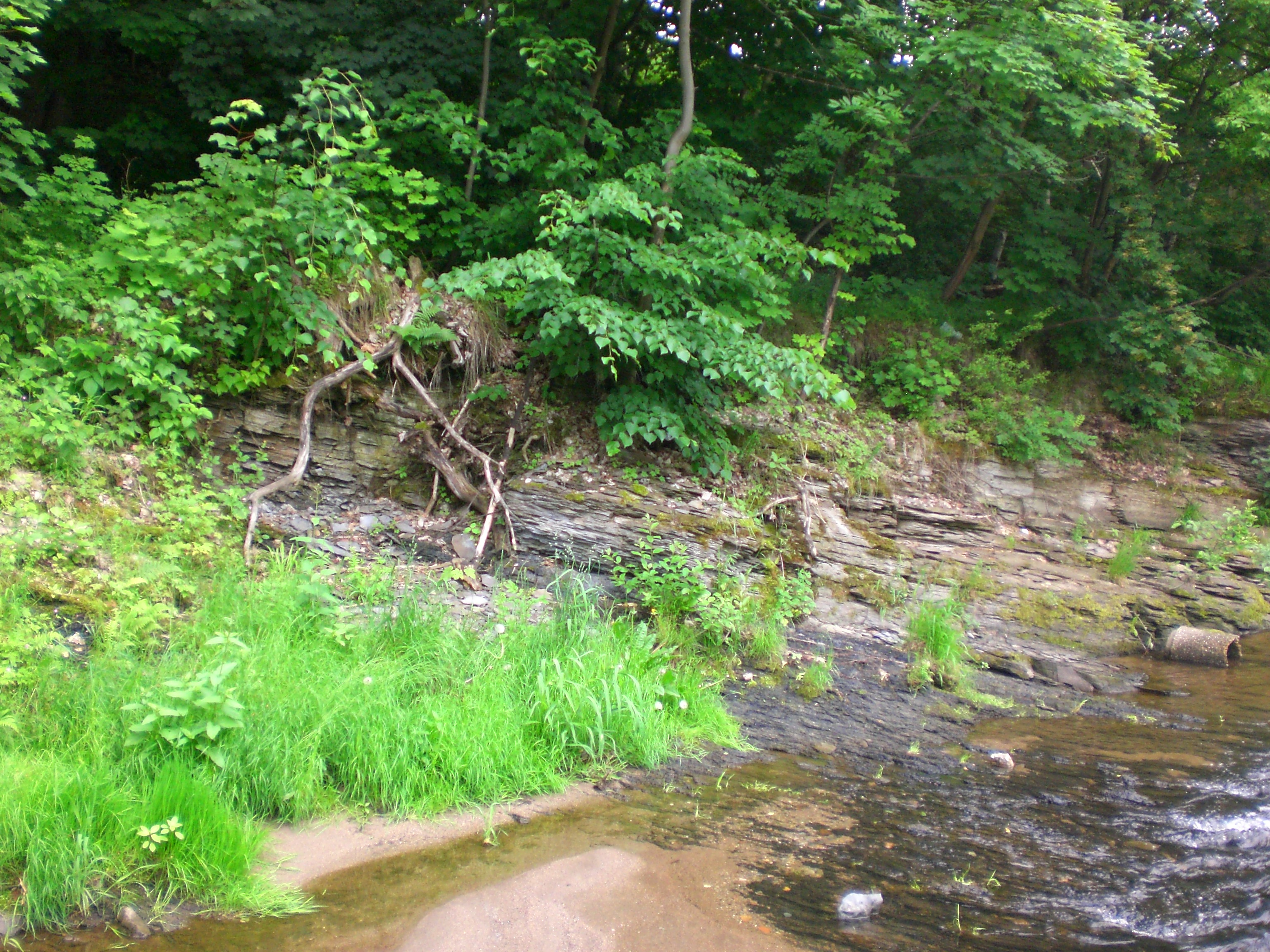
Ausbiss des Rußkohlenflözes am linken Ufer nahe dem Cainsdorfer Bahnhof

Die Zwickauer Mulde bildet sich aus zwei Quellbächen, der Roten Mulde und der Weißen Mulde, beide auf dem Gebiet der Stadt Schöneck im Vogtland in 770 m ü. NHN. Die Rote Mulde ist der Hauptquellfluss. Beide fließen in die Talsperre Muldenberg, die auch vom Saubach gespeist wird. Vom Zusammenfluss dieser drei Bäche an fließt die Zwickauer Mulde überwiegend in nordöstliche Richtung durch waldreiches Gebiet sowie durch die Orte Muldenberg, Hammerbrücke, Jägersgrün und Rautenkranz.
Im oberen Einzugsbereich besteht ein mittleres Gefälle von 8,8 ‰.
Nachdem der Fluss in engem Tal ins Westerzgebirge übergetreten ist, wird er großflächig an der Talsperre Eibenstock aufgestaut.
Bei Aue nimmt die Zwickauer Mulde das Schwarzwasser auf und wendet sich nach Nordwesten. Die Mulde passiert danach Hartenstein, Fährbrücke und Wiesenburg mit dem einstigen Wasserwerk der Stadt Zwickau. Ab Silberstraße folgt die Bundesstraße 93 dem Tal der Mulde. In Wilkau-Haßlau überquert die A 72 das Tal mit einer 718 m langen und 50 m hohen Brücke.
Bevor die Mulde das Stadtzentrum ihrer Namenspatin Zwickau östlich umfließt, bildet sie im Ortsteil Cainsdorf Stromschnellen, früher Schauplatz internationaler Kajak-Slalom-Wettbewerbe, heute als Geotop geschützt, weil hier Steinkohleflöze zu Tage treten. Im Ortsteil Schedewitz quert der Fluss die Feuersteinlinie, die den Südrand der Elstervereisung anzeigt.
Nachdem die Mulde bei Zwickau das Erzgebirge verlassen hat, wird das Tal breit mit weiten Retentionsflächen in Wiesen und Feldern. Hier liegen das VW-Werk Mosel und die Stadt Glauchau, wo der Lungwitzbach mündet. Das nun wieder enger und felsig werdende Tal ist von zahlreichen Burgen besetzt und weiterhin recht dicht besiedelt mit den Orten Waldenburg, Penig, Rochsburg, Lunzenau und Rochlitz. Bei Penig überquert die A 72 die Mulde, die Brücke wurde 2011 eingeweiht. In der Nähe von Wechselburg nimmt der Fluss seinen bei weitem größten Nebenfluss, die Chemnitz auf. Nahe dem Wechselburger Ortsteil Göhren überquert die Bahnstrecke Leipzig-Chemnitz das Tal in einer Höhe von 68 Metern im zweistöckigen Göhrener Viadukt.
Auf der Gemarkung des Colditzer Ortsteils Sermuth vereinigt sich nach 167 Kilometern Lauf die Zwickauer Mulde mit der Freiberger Mulde zur Mulde. Entlang des Flusses verläuft eine Route des Muldentalradwanderweges.

### Einzugsgebiet
Das 2.352 km² große Einzugsgebiet der Zwickauer Mulde umfasst große Teile des westlichen Erzgebirges und des Vogtlandes. Es ist lang gestreckt, so dass die Zwickauer Mulde zwar der längere Quellfluss der Mulde ist, die Freiberger Mulde aber wegen ihres breiteren Einzugsgebietes der wasserreichere.

### Abflussregime und Talsperrensystem

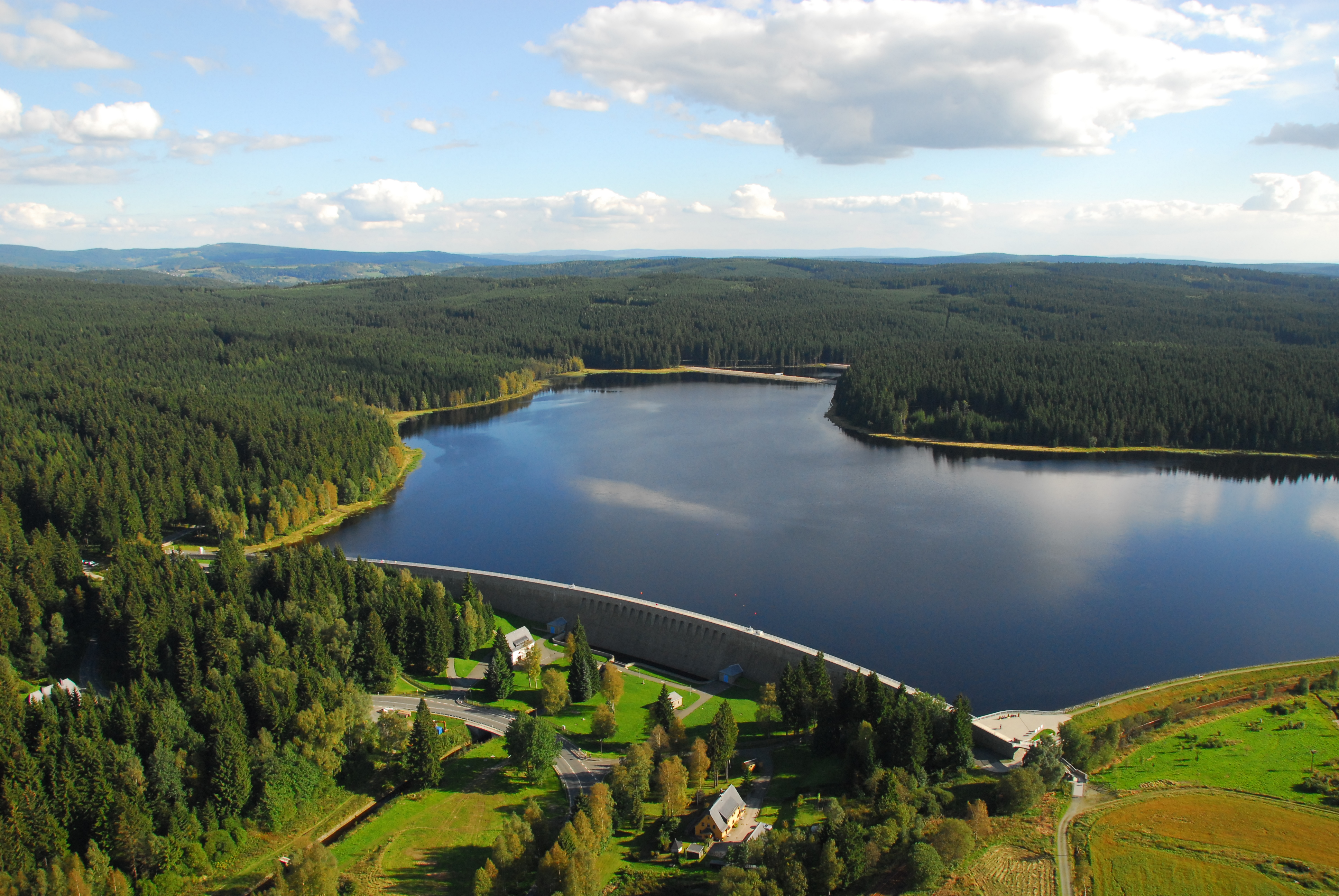
Talsperre Muldenberg

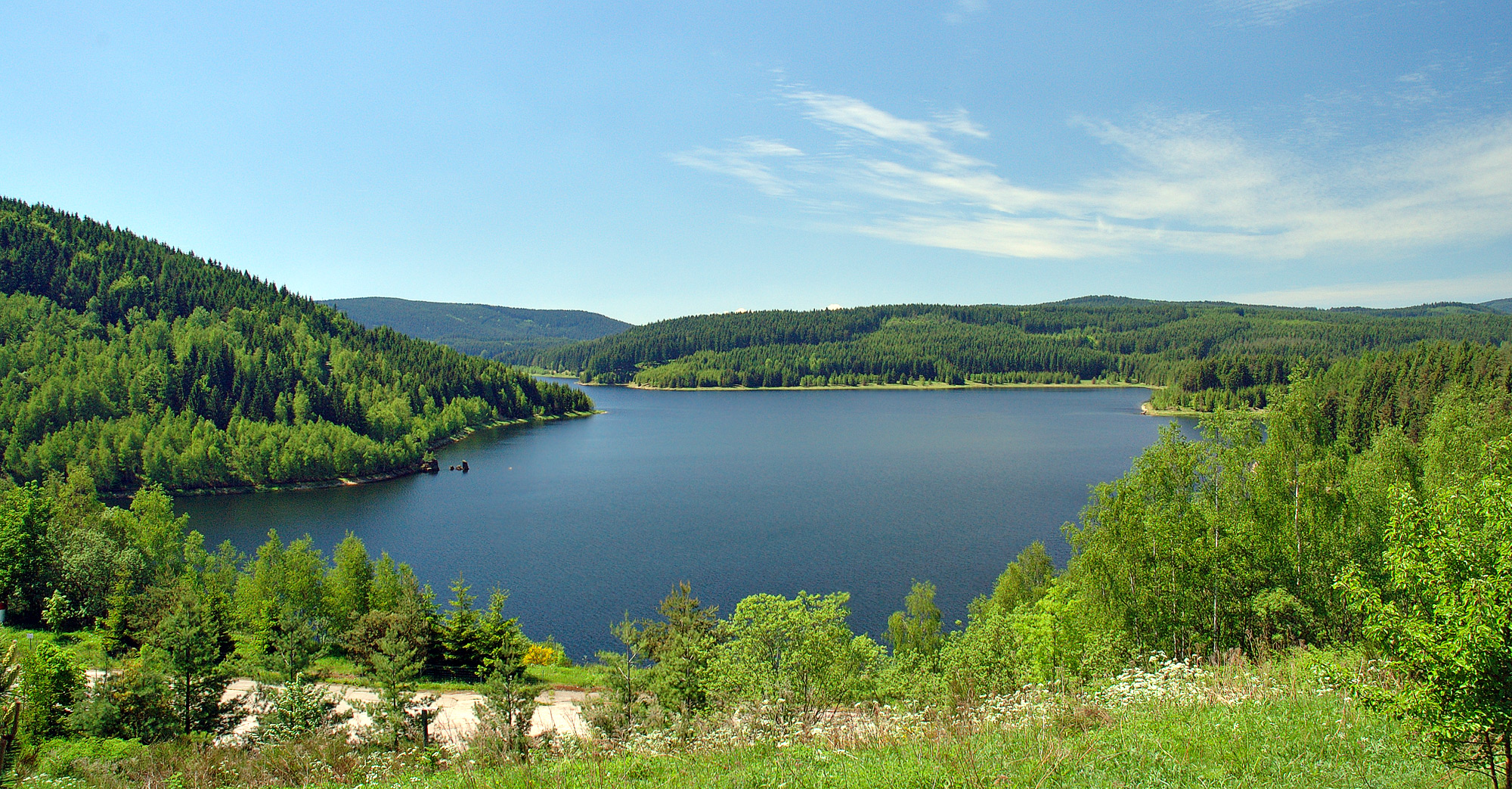
Talsperre Eibenstock

Die Zwickauer Mulde war mit ihren Zuflüssen bis in die erste Hälfte des 20. Jahrhunderts kaum reguliert und sorgte immer wieder für verheerende Überschwemmungen. Noch im Jahr 1954 wurden Städte und Dörfer von einer Hochwasserkatastrophe heimgesucht. Im Laufe des 20. Jahrhunderts wurde ein Talsperrensystem geschaffen, das für die Trinkwasserversorgung und den Hochwasserschutz des Westerzgebirges von großer Bedeutung ist: Nach dem Bau der Talsperre Muldenberg 1925, der Talsperre Carlsfeld im Jahr 1929, die die Wilzsch aufstaut, entstand 1952 die Talsperre Sosa, die das Wasser der Großen Bockau staut, und schließlich die große Talsperre Eibenstock (28 Kilometer unterhalb von Muldenberg) mit der Vorsperre Schönheiderhammer und dem Vorbecken Rähmerbach, die im Jahr 1982 fertiggestellt wurden. Die Schäden des Jahrhunderthochwassers von 2002 hielten sich an der Zwickauer Mulde auch deshalb noch in Grenzen. Die Eibenstocker Talsperre senkte den Scheitelabfluss bei diesem Hochwasser von 180 m³/s auf 55 m³/s. Die Talsperre Eibenstock lief dabei zum ersten Male seit ihrem Probestau während der Inbetriebnahme über, was auch beim Hochwasser 2013 erneut geschah.
Aus vergangenen Jahrhunderten ist überliefert, dass das Flussbett während extremer Dürreperioden mindestens zweimal ausgetrocknet war. Die Talsperre Eibenstock sichert nunmehr den ökologisch erforderlichen Mindestabfluss von 0,50 m³/s.

## Geschichte

### Naturräumliche Entwicklung

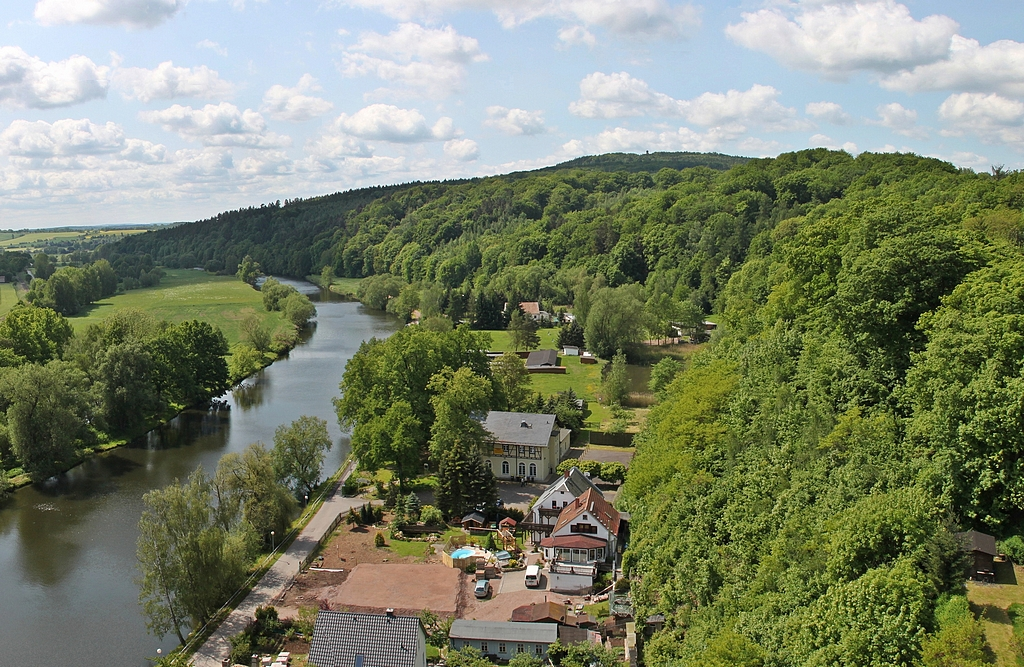
Rochlitzer Berg

Die Zwickauer Mulde durchfließt im mittleren Teil bis etwa Rochlitz das Mittelsächsische Berg- und Hügelland mit Gesteinen, die weit vor der Variszischen Gebirgsbildung entstanden (Granulitgebirge). Unterhalb von Wechselburg erhebt sich am linken Ufer der 353 m ü. NHN hohe Rochlitzer Berg, ein durch seinen Porphyr-Tuff bekannten Rest eines Stratovulkanes aus der Gesteinseinheit des Rotliegend. Seit dem Mesozoikum ist das Gebiet landfest.
Während der Hebung und pultschollenartigen Nordwestkippung des Erzgebirges im Zuge der Saxonischen Bruchschollentektonik entwickelte sich das heutige nach Norden gerichtete Entwässerungssystem, gelegentlich mit markanten Richtungswechseln nach Nordwesten. Die Tallinie der Zwickauer Mulde oberhalb des Nordwestknicks bei Aue setzt sich weiter nördlich im Tal der Zwönitz fort. Diese Richtungswechsel werden teilweise auf stauende Randlagen skandinavischen Inlandeises während älterer Eiszeiten zurückgeführt. Glaziale Ablagerungen aus der Elster-Kaltzeit sind nur in Resten erhalten. Über 25 m mächtige, feuersteinführende Sande und Kiese bei Wechselburg werden als saalekaltzeitliche Ablagerungen eines alten Muldelaufes aufgefasst. Aus der Weichsel-Kaltzeit, die etwa vor 10.000 Jahren endete, stammt der flächendeckend verbreitete Löss, die Ursache für die fruchtbaren Böden der Region. Danach haben sich in der Talsohle Flusskiese und -sande sowie Auelehm abgesetzt.

### Kulturlandschaftliche Entwicklung
Die Täler im Einzugsgebiet der Mulde wurden vermutlich schon seit dem Ende der letzten Kaltzeit als Zugänge in das von dichten Urwäldern bedeckte Erzgebirge genutzt, was Reste von Niederlassungen altsteinzeitlicher Jäger, sowie bronze- und eisenzeitliche Funde bis in das obere Erzgebirge hinein belegen.
Später zählte das Westerzgebirge zum Gebiet germanischer und slawischer Stämme. Pfade, Handelswege und Heerstraßen und verbanden die alten Siedlungsräume um Leipzig und Altenburg mit Böhmen. Die Saumpfade mieden jedoch die Flüsse zugunsten der Höhenrücken. An unvermeidlichen Flussübergängen (Furten, später mit Fähren und Brücken) und an Wegekreuzungen entwickelten sich Burgen, Dörfer und Klöster. Manche der mittelalterlichen Burgen wurden in späteren Epochen zu Schlössern ausgebaut. Zu der historischen Burgenkette gehören (in Stromrichtung von Süd nach Nord):

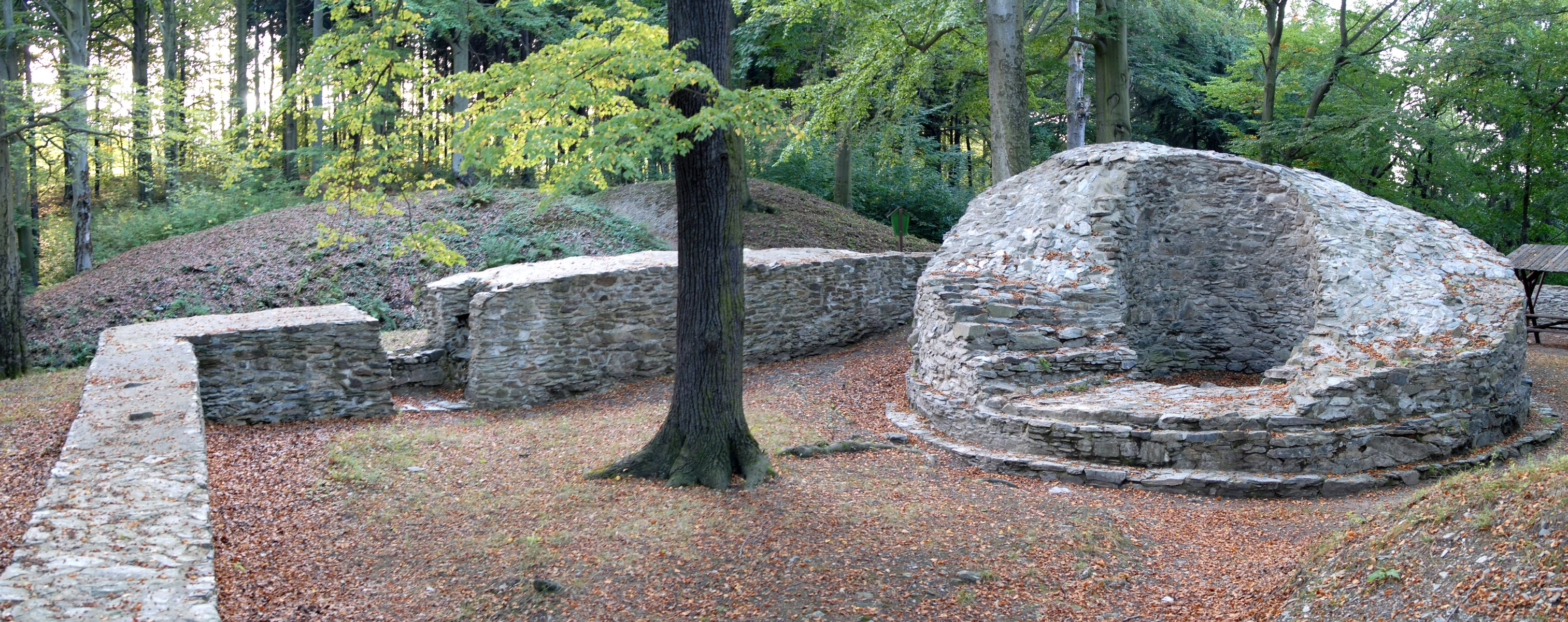
Ruine Isenburg

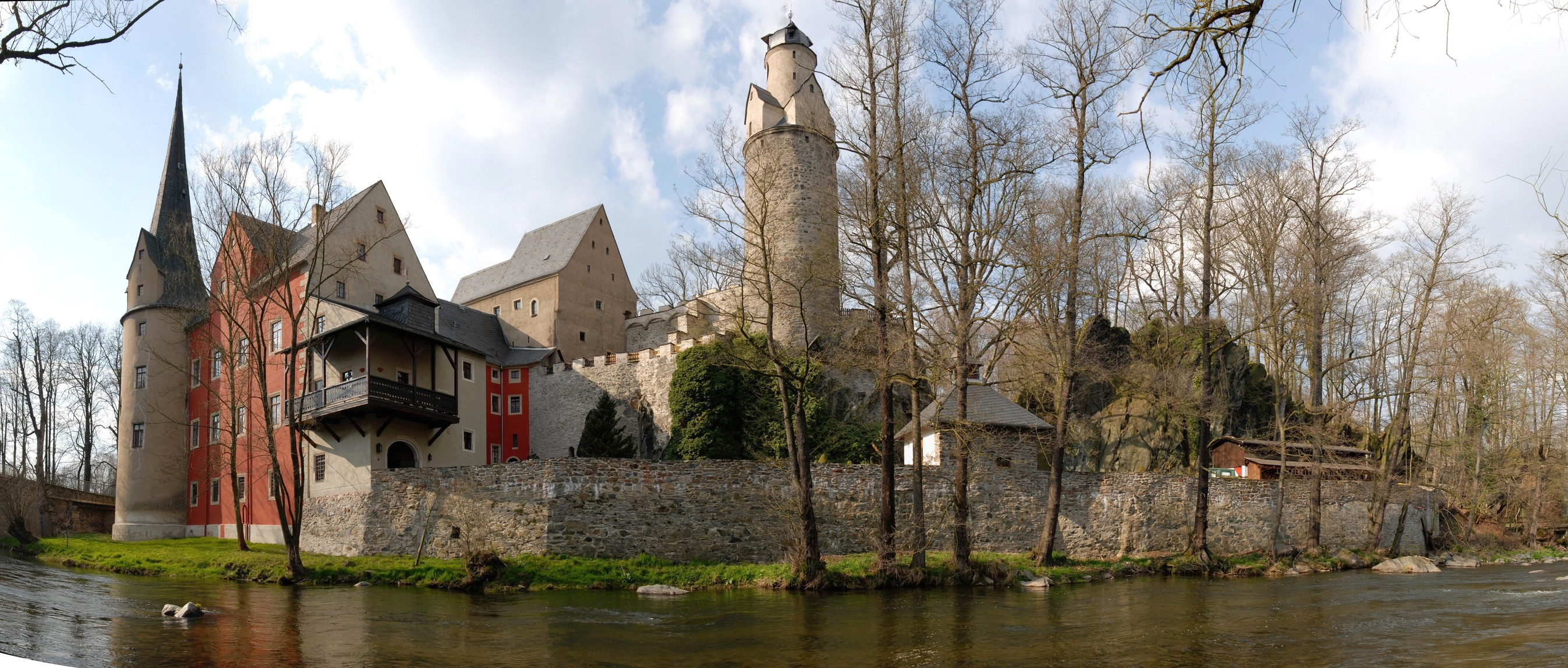
Die Burg Stein am felsigen Ufer bei Hartenstein

- Schloss Schwarzenberg (am Schwarzwasser nahe seiner Mündung in die Zwickauer Mulde)
- Isenburg
- Schloss Hartenstein
- Burg Stein
- Wiesenburg
- Schloss Osterstein (Zwickau)
- Schloss Forderglauchau und Schloss Hinterglauchau
- Kloster Remse
- Schloss Waldenburg
- Schloss Wolkenburg
- Altes Schloss Penig
- Schloss Rochsburg
- Burgstall Wechselburg (nebst Kloster und später Barockschloss Wechselburg)
- Schloss Rochlitz
- Schloss Colditz

Von Hartenstein bis Wechselburg gehörten alle diese Burgen – bis auf Wiesenburg, Zwickau und Wolkenburg – zu den Schönburgischen Herrschaften. In einem Seitental entstand über einem Bach, der bei Wiesenburg in die Zwickauer Mulde fließt, das Schloss Wildenfels. Vom Zusammenfluss mit der Freiberger Mulde an, die – ebenso wie die in sie mündende Zschopau – von einer vergleichbaren Burgenkette begleitet ist, setzt sich die Kette entlang der Mulde bis zur Mündung in die Elbe bei Burg Roßlau fort.
Mit Bekanntwerden der ergiebigen Silbervorkommen im späten Mittelalter begann auch die Erschließung der Quellbäche im oberen Erzgebirge und die Entstehung der Bergstädte.

### Namensherkunft
Albrecht Greule sieht bei den beiden sich zur Mulde vereinigenden Flüssen, Freiberger Mulde und Zwickauer Mulde, in Entsprechung der geographischen Verhältnisse ursprünglich zwei Flussnamen. Das althochdeutsche Wort „Milda/Milta“ (in der Wortbedeutung wasserreich) als wahrscheinlich für die Freiberger Mulde und das ebenfalls althochdeutsche „Mold-aha“ für die Zwickauer Mulde. „Mold-aha“ sei ein Kompositum mit dem aus dem Althochdeutschen stammenden Grundwort „aha“ in der Bedeutung Fließgewässer und dem germanischen Bestimmungswort „muldo“ für Staub, Erde. Dieses Wort gebe es im Gotischen als „mulda“, im Altwestnordischen als „mold“, im Altenglischen als „molde“ und im Althochdeutschen als „molta“. Der Wortbestandteil Mel mit Bezug auf Mahlen wird zuweilen mit der Vielzahl der früher am Fluss betriebenen Mühlen in Verbindung gebracht, was außer Acht lässt, dass Flussnamen die älteste, oft vorgermanische, geographische Namensschicht darstellen.
Der unterscheidende Namenszusatz bezieht sich auf die Stadt Zwickau als größter Siedlung im Verlauf des Flusses. Die Zwickauer Mulde wurde früher als Schneebergische oder Schneeberger Mulde bezeichnet, so von Christian Lehmann im Jahr 1699 und noch im Jahr 1819 in Neueste Kunde von dem Königreich Sachsen. Henry Lange berichtet 1860, der Fluss werde auch „die westliche oder voigtländische [Mulde] genannt“.

## Umwelt

### Gewässerstruktur

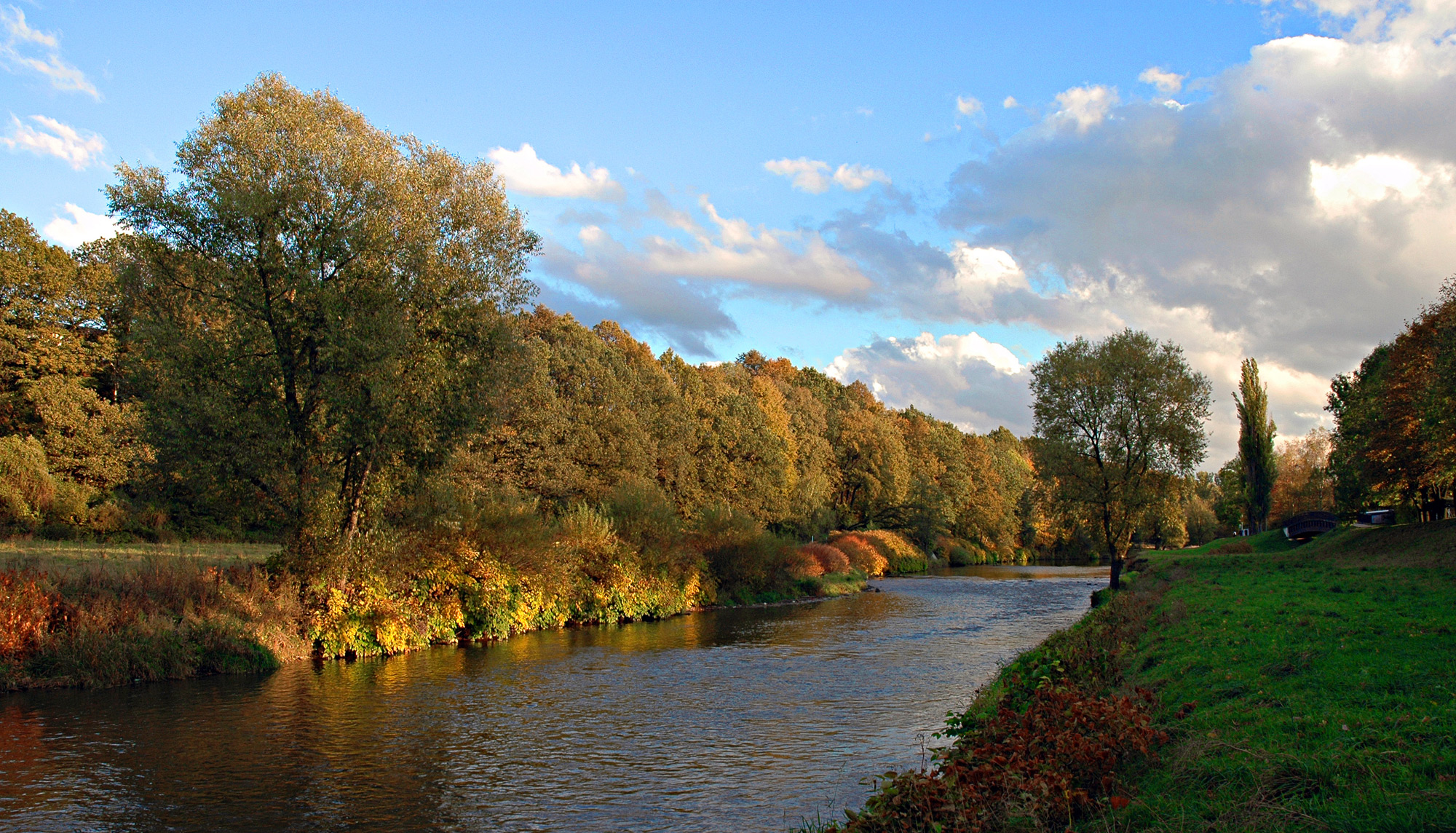
Die Zwickauer Mulde in Zwickau

Der Fluss ist über längere Stecken des Ober- und Mittellaufes kaum verbaut. In naturnahen Auen fließt die Mulde mit wechselnder Strömungsgeschwindigkeit in einem anfangs blockreichen, später kiesigen bis sandigen Flussbett. (Der Flusssand ist wie auch der der Göltzsch schwach goldhaltig.) In wenigen Abschnitten ist der Fluss kanalisiert. In besiedelten Bereichen begleiten ihn oft Hochwasserschutzdeiche, so wie im gesamten Stadtgebiet von Zwickau, wo der historische Stadtkern durch Bergsenkungen heute tiefer als das Flussbett liegt. Hochwasserereignisse (besonders im August 2002) bewirken natürliche Veränderungen in der Gewässerstruktur mit Uferabbrüchen und Sedimentanlagerungen.

### Wasserqualität
Über zwei Jahrhunderte bis in die 1990er Jahre war die Zwickauer Mulde durch die Einleitung zunehmender Mengen schlecht oder nicht geklärten, teils schwermetallhaltigen Abwassers vor allem in den unteren Abschnitten so hoch belastet, dass die Fischfauna nahezu erloschen war. Die Wasserqualität hat sich durch die Stilllegung zahlreicher industrieller Anlagen nach der Wiedervereinigung Deutschlands erheblich verbessert, so dass heute die Gewässergüteklasse II–III (kritisch belastet) kennzeichnend ist.
Die Zwickauer Mulde entwässert die Metallverarbeitungs- und Bergbaureviere des westlichen Erzgebirges sowie die Industrieregionen um Chemnitz und Zwickau. Problematisch sind besonders die nach abgeschlossener Flutung der meisten Bergwerke nun austretenden Grubenwässer. Unterhalb von Bad Schlema nimmt der Fluss auch durch zu Tage tretende Sickerwasser aus Abraumhalden des ehemaligen Wismut-Schachtes 371 einen Großteil seiner Fracht an Uran, Arsen und anderen gelösten Schwermetallen auf.

## Sehenswürdigkeiten und Bauwerke

### Talsperre, Höhle, Veranstaltungen und sonstiges
- Talsperre Eibenstock
- Prinzenhöhle im Talhang im Poppenwald unterhalb von Bad Schlema, Versteck des Prinzen Ernst von Sachsen während des Altenburger Prinzenraubes
- Burg Stein
- Jährliches Schauflößen im Muldenberger Floßgrabensystem
- Oberhalb von Zwickau, in Cainsdorf, schneidet die Mulde das Rußkohlenflöz an. Dieser in Sachsen einzige ständig freiliegende Ausbiss eines Steinkohlenflözes und in Mitteleuropa seltene Aufschluss dreier Erdzeitalter (Silur, Devon Oberkarbon) ist als Geotop und geologisches Naturdenkmal geschützt.[11]
- Schloss Osterstein in Zwickau

### Brücken
- Kreuzung der Straßenbrücke (ehem. B95) über die Zwickauer Mulde, der Eisenbahnbrücke (Bahnstrecke Glauchau–Wurzen) und der Autobahnbrücke über die Zwickauer Mulde (Bundesautobahn 72) in drei Ebenen zwischen Thierbach und Penig
- Die folgende Fotoserie zeigt einige der bekanntesten Brücken über die Mulde:

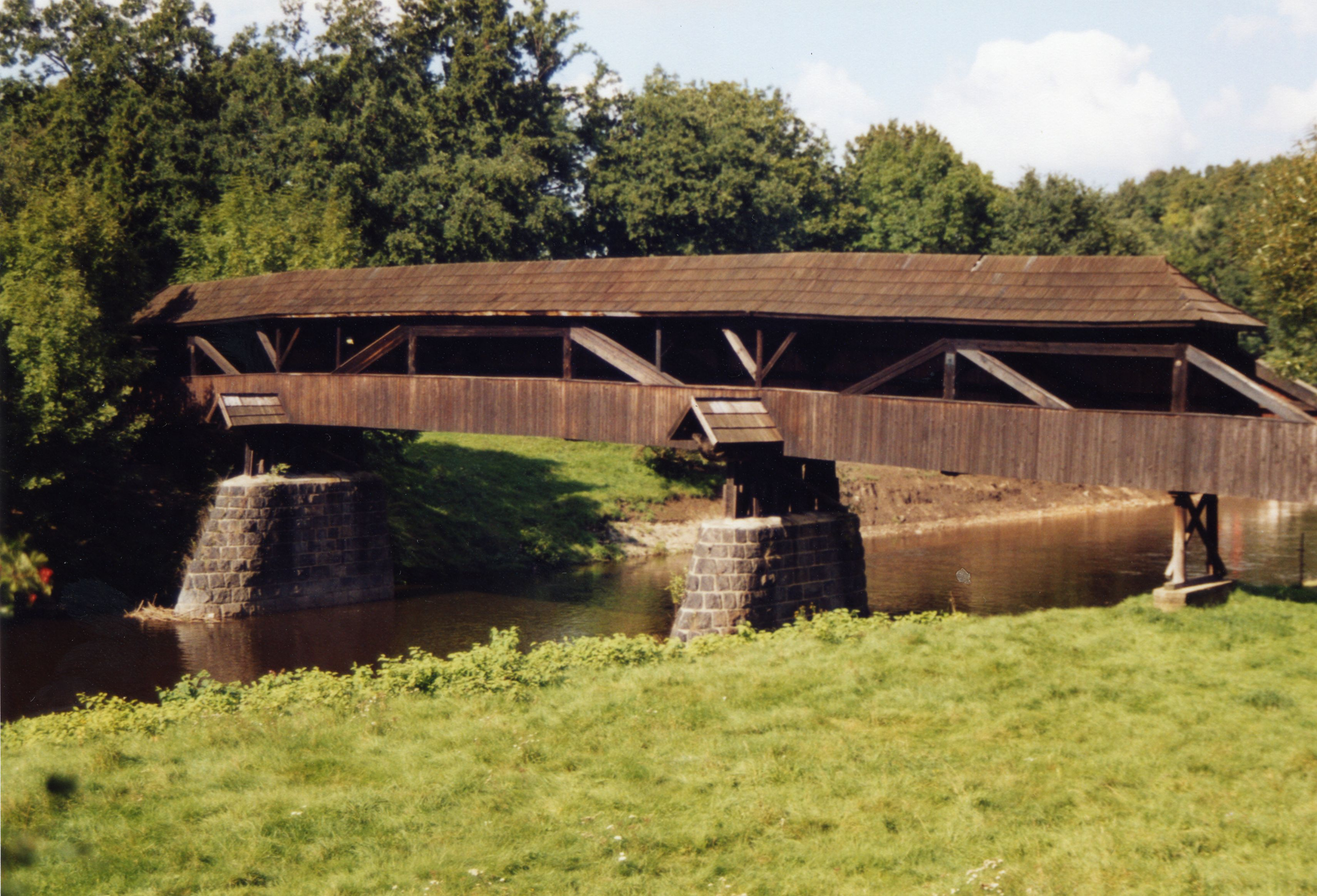
Röhrensteg in Zwickau, älteste der drei historischen Holzbrücken Sachsens (ca. 1535, seit 1790 in heutiger Form)
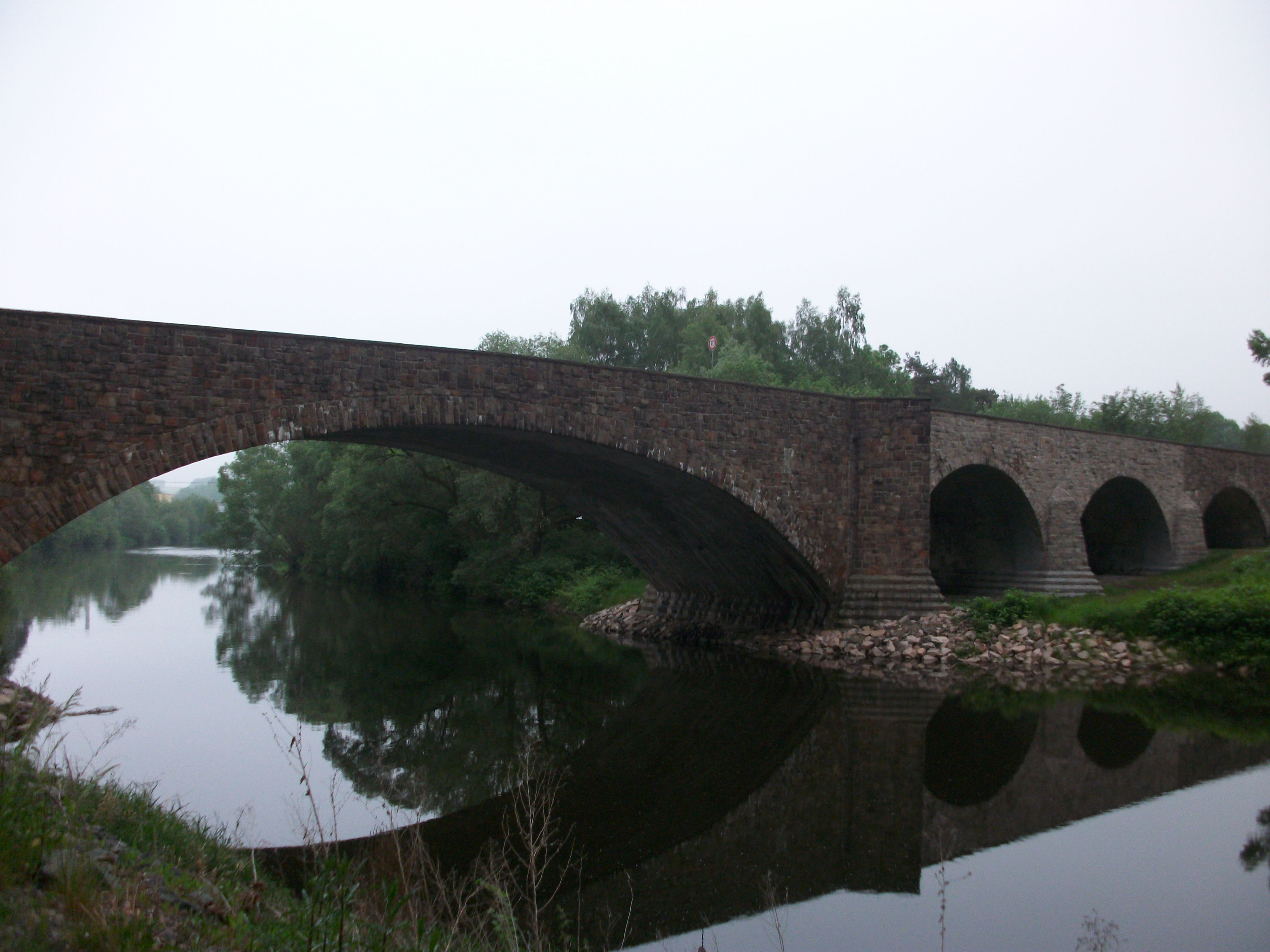
Brücke der ehem. B 95 bei Penig
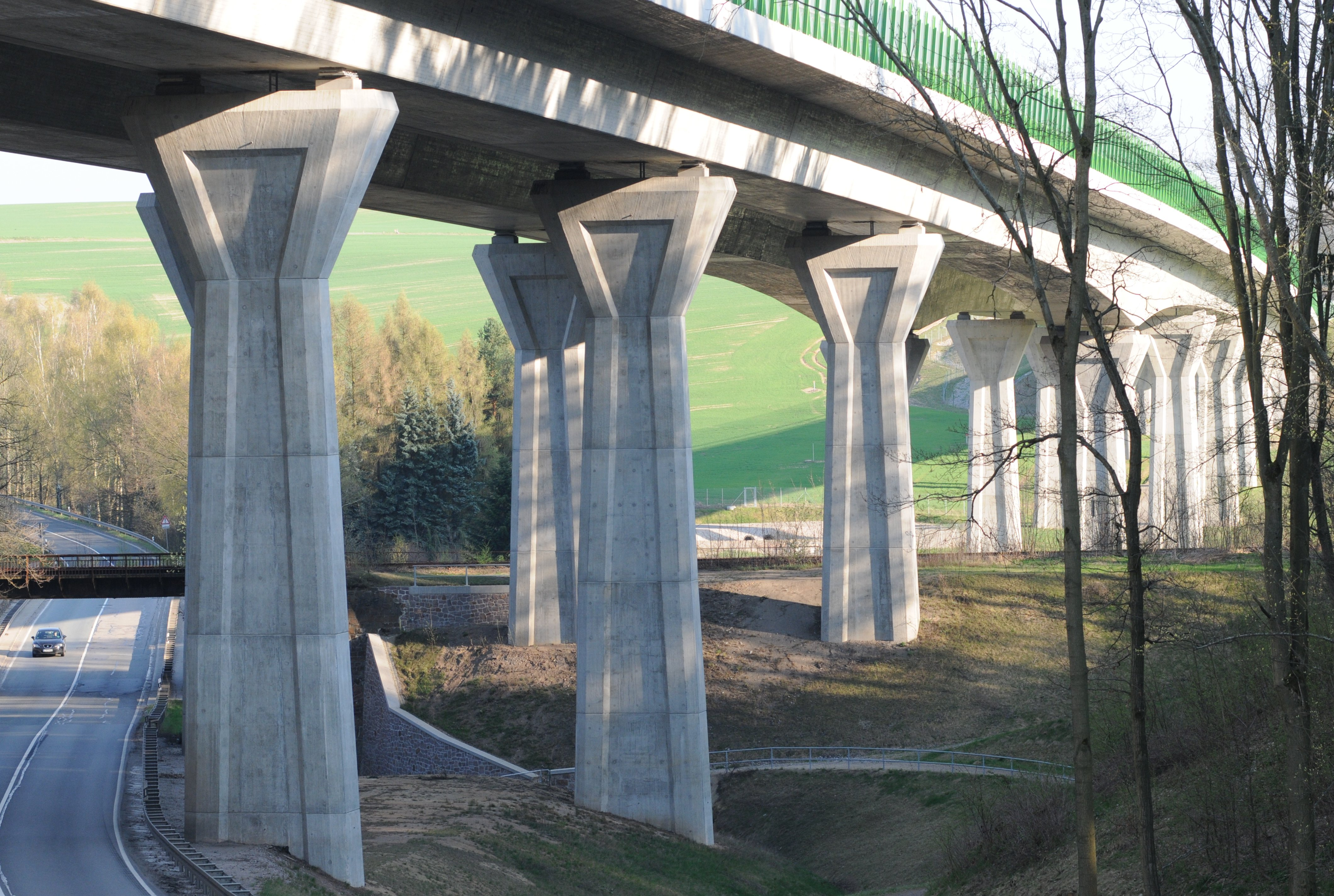
Brücke der A 72 bei Penig
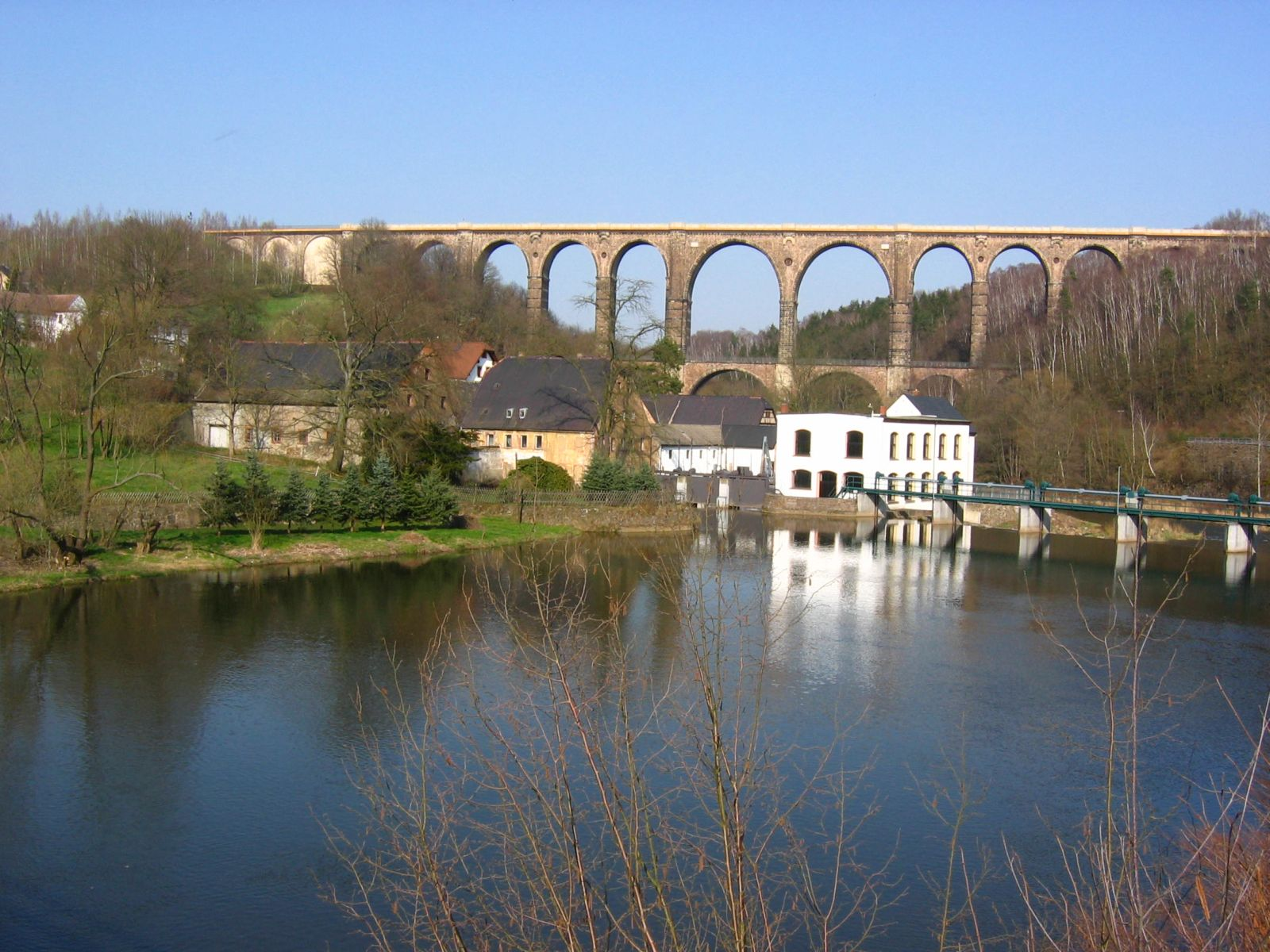
Göhrener Viadukt über dem Tal der Zwickauer Mulde (erbaut 1871)
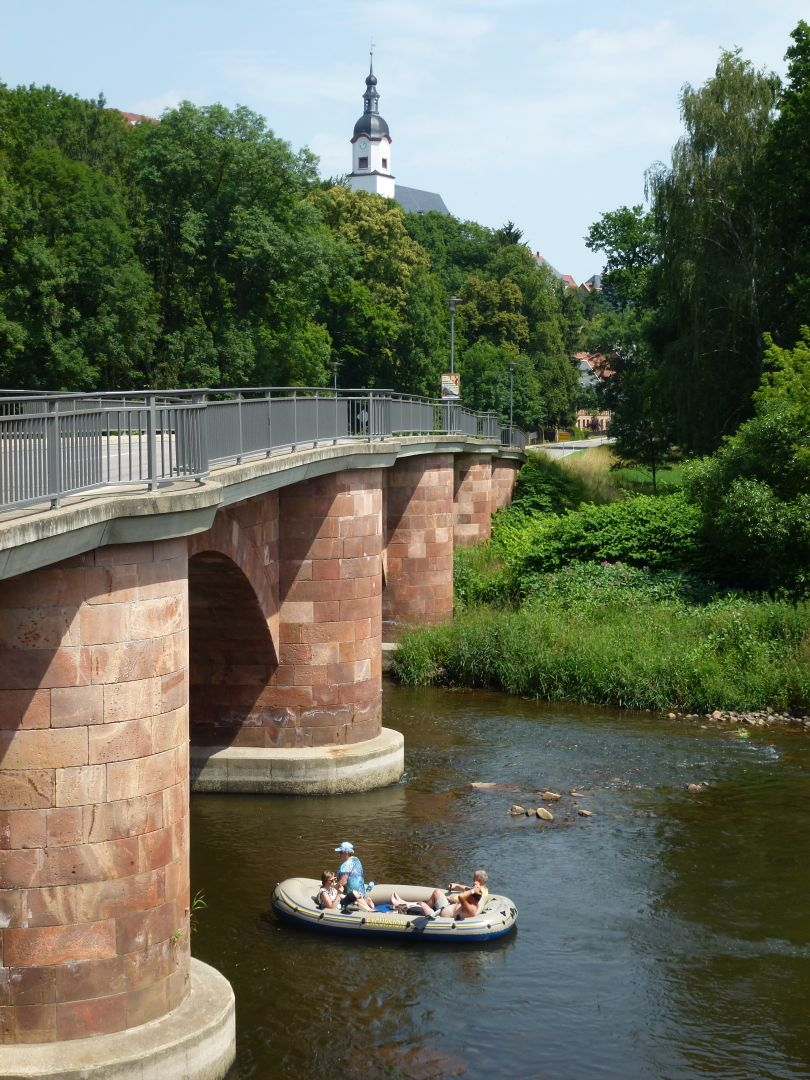
Porphyrbrücke über die Zwickauer Mulde bei Wechselburg
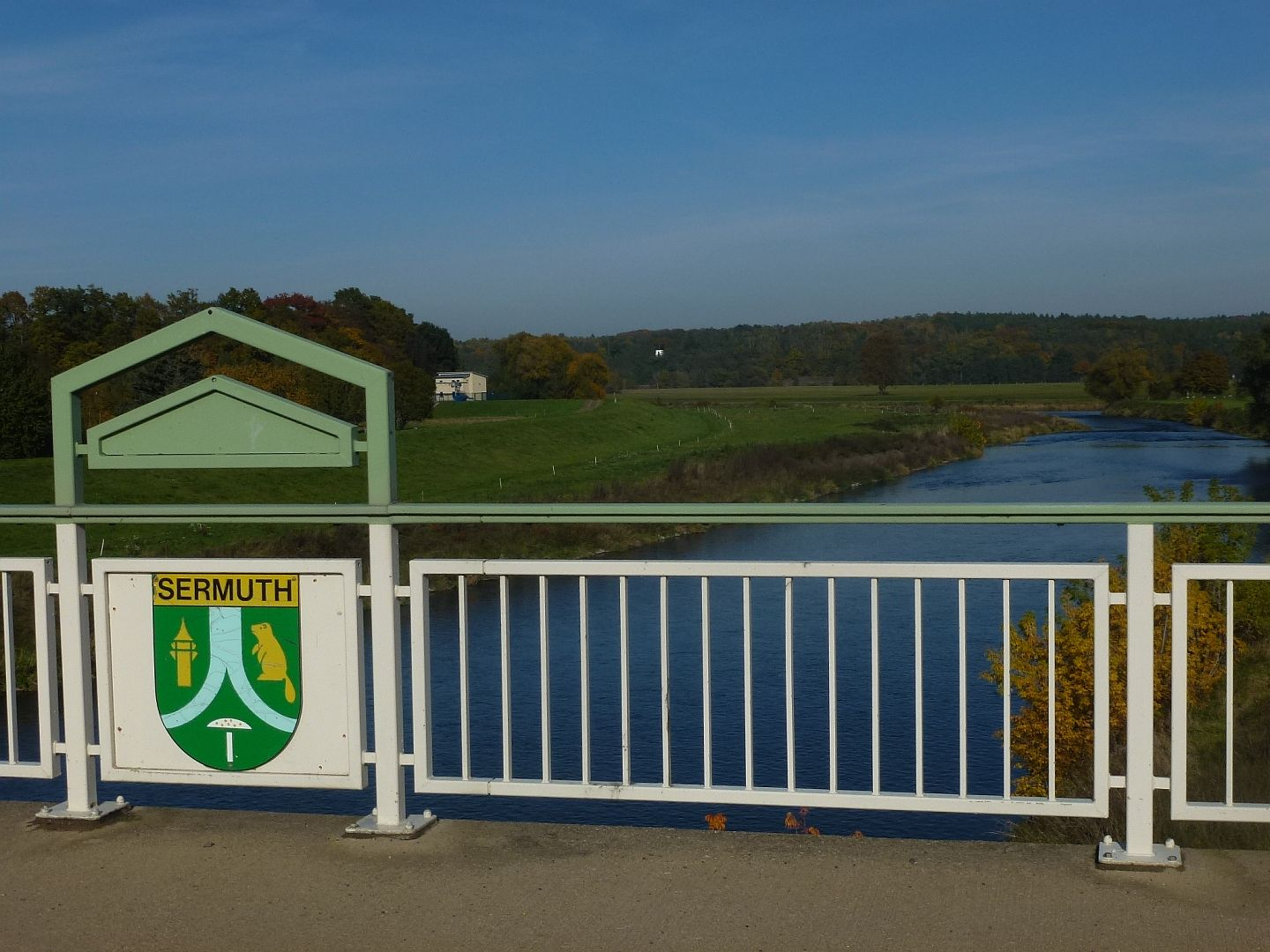
Letzte Brücke der Zwickauer Mulde vor dem Zusammenfluss mit Pilz im Wappen

## Wirtschaft

### Technische Nutzung

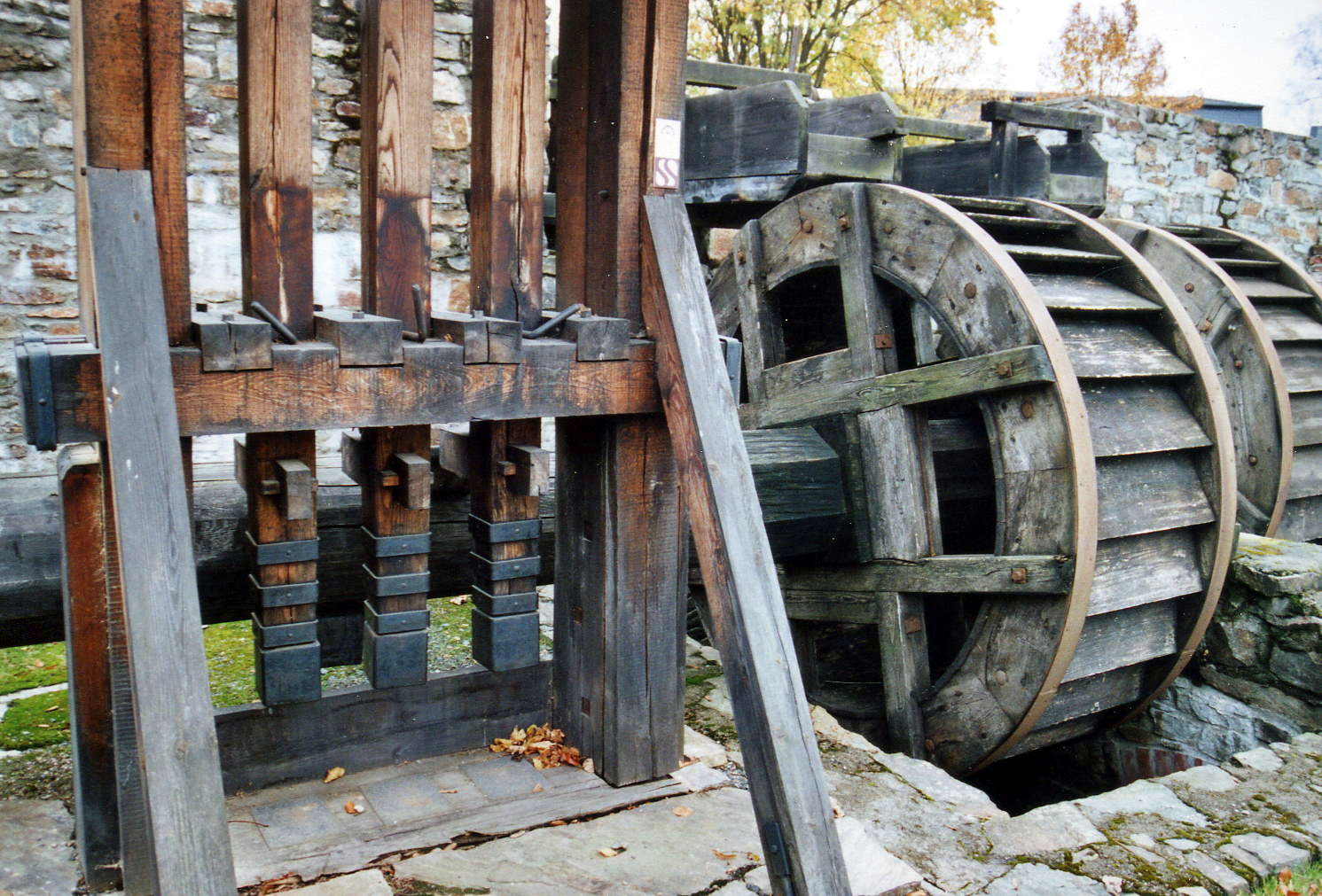
Pochwerk

Seit dem Spätmittelalter wird das Wasser der Mulde und ihrer Zuflüsse technisch genutzt. Es diente dem Bergbau über viele Jahrhunderte als Aufschlagwasser zum Antrieb von Förderanlagen, Erzhämmern und Pochwerken sowie für Erzwäschen.

### Flößerei
Die Holztrift, das Flößen, ist für das Jahr 1275 erstmals belegt und fand zu Zeiten höherer Wasserführung nicht nur auf dem Fluss, sondern auch auf den historischen Floßgräben statt, die teils noch erkennbar, teils sogar funktionsfähig sind wie der Floßgraben bei Schlema oder das Muldenberger Floßgrabensystem. Schon 1556–1560 wurde der Floßgraben bei Schlema zwischen Albernau und Schlema gebaut und ausschließlich für das Holzflößen genutzt. Er erhielt sein Wasser aus der Mulde und verlief parallel zum Fluss. Die geflößten Stämme wurden bei Zwickau mit Hilfe von Rechen aus dem Fluss geborgen und auf dem hiernach benannten Holzanger gestapelt. Grundig und Klotzsch berichten 1771 unter der Überschrift Zwickauische Muldenflöße: „Solche ist eine der ältesten im Lande, davon man Nachrichten hat, und besitztet sie der dasige Rath, vermöge darzu habenden Privilegii. Es wird darauf Nutz- und Brennholtz geflößet, und zum Nutzen der Stadt Zwickau gebracht.“
Immer wieder haben adlige Anrainer – manchmal jahrelang – die Zwickauer Privilegien bestritten, indem sie für das Flößen durch ihr Herrschaftsgebiet Zoll zu erheben und das Flößen durch den Einbau von Hindernissen ganz zu verhindern versuchten. Die Stadt Zwickau musste diese Schwierigkeiten jeweils durch Geldzahlungen überwinden. 1486 bestätigte Kurfürst Friedrich der Weise die Zwickauer Privilegien. Die Stadt Zwickau hatte im Vogtland mehrere Stauteiche („drei sehr große Floßteiche“) angelegt, um bei niedrigem Wasserstand im Fluss durch Ablassen von Wasser aus diesen Staubecken das Flößen sicherzustellen.
Die Stadt Schneeberg hatte seit 1539 das Floßrecht im Bereich der Mulde mindestens von der Mündung der Wilzsch an bis Aue. Das im Jahr 1641 erfolgte Entnehmen von Baumstämmen aus Flächen im Bereich der Wilzschmündung und Abflößen durch die Stadt Schneeberg führte zu rechtlichen Auseinandersetzungen.
Diebstahl von Holz, das auf der Mulde geflößt wurde, veranlasste Kurfürst August den Starken, besondere Regelungen zur Bekämpfung der Diebe zu erlassen. Am 10. April 1710 erging das „Mandat wider die Holzdeuben auf den Wilzsch- und Muldenströmen“. Später gab es die Floß-Inspection des sächsischen Kurfürsten für die Wilzsch- und Mulden-Flöße mit einem kurfürstlich-sächsischen Ober-Auffseher und einem kurfürstlich-sächsischen Floß-Meister, die schon im ersten erschienenen Hof- und Staatskalender von Sachsen des Jahres 1728 mit Namen aufgeführt sind. Einer der königlich-sächsischen Floßoberaufseher der „Wilzsch-, Mulden- und Schwarzwasserflößen“ war Gottlob Heinrich von Lindenau. Er starb 1830 in Neustädtel.
1839 berichtete Albert Schiffner von der Nutzung der Mulde für das Flößen.

### Fischfang, Energie- und Trinkwassergewinnung
Vom Fischreichtum des Flusses konnten zahlreiche Familien leben. Mit der zunehmenden Wasserverschmutzung im Zuge der Industrialisierung im 19. und 20. Jahrhundert kam die Fischerei zum Erliegen. Heute hat sich die Wassergüte deutlich verbessert. Die Vielzahl der Staustufen erschwert jedoch die Wiederansiedelung der natürlichen Tierwelt. In den Sommermonaten der letzten Jahre kam es an einigen Anlagen wiederholt zur Unterschreitung der Mindestrestwassermengen bis hin zum Trockenfallen einzelner Flussabschnitte.

Auch heute sind zahlreiche Wehre in Betrieb, die überwiegend der Stromerzeugung dienen.
Die Muldentalsperren im Erzgebirge versorgen heute den Ballungsraum Chemnitz-Zwickau mit Trinkwasser.

## Natureignisse (Auswahl)
Aufgrund ihres kaum regulierten Flussbetts und den umgebenden Bergen kam und kommt es in größeren Abständen zu Hochwasser und dessen Auswirkungen auf die am Fluss liegenden Orte. So war es bereits mehrfach im 15. Jahrhundert, besonders stark 1661, 1771, 1854 und 1858. Im letzteren Jahr wird von einem Hochwasser im Bereich Schlema berichtet, das zu starken Unterspülungen der gerade fertiggestellten Schlematalbahn führte.
Weitere verheerende Muldehochwasserkatastrophen gab es 1954, und im Jahr 2013.